# Šumsk
Šumsk (ukrajinsky Шумськ, ukrajinsky Шумск, polsky Szumsk) je město v Ternopilské oblasti na západní Ukrajině. V roce 2004 zde žilo 5 010 obyvatel. První písemná zmínka o městě nacházejícím se severovýchodně od Ternopilu pochází z roku 1149. 